# Democratici di Centro (Danimarca)
I Democratici di Centro (in danese: Centrum-Demokraterne - CD) sono stati un partito politico attivo in Danimarca dal 1973 al 2008.
Fu fondato da Erhard Jakobsen, già deputato e sindaco di Gladsaxe, in seguito ad una scissione interna ai Socialdemocratici. Ha partecipato sia ai governi di centro-destra (dal 1982 al 1988) che in quelli di centro-sinistra (dal 1993 al 1996).
In occasione delle elezioni parlamentari del 2001 perse la sua rappresentanza parlamentare; il declino del partito fu confermato alle successive elezioni parlamentari del 2005.
Privo di visibilità, il partito ha deciso di dissolversi nel gennaio 2008.